# Hammarby Idrottsförening Fotboll 2023
Questa voce raccoglie le informazioni riguardanti l'Hammarby Idrottsförening, meglio conosciuto come Hammarby IF o semplicemente Hammarby, nelle competizioni ufficiali della stagione 2023.

## Maglie e sponsor
La prima divisa presenta una maglia bianca con pantaloncini verdi, mentre la seconda divisa è interamente verde.
I kit sono prodotti da Craft per il quinto anno. Huski Chocolate è il main sponsor per il terzo anno.

## Rosa
| N. |                                 | Ruolo | Calciatore                     |
| -- | ------------------------------- | ----- | ------------------------------ |
| 1  | Svezia (bandiera)               | P     | Oliver Dovin                   |
| 2  | Spagna (bandiera)               | D     | Marc Llinares                  |
| 3  | Svezia (bandiera)               | D     | Anton Kralj                    |
| 4  | Svezia (bandiera)               | D     | Edvin Kurtulus (vice capitano) |
| 5  | Svezia (bandiera)               | C     | Tesfaldet Tekie                |
| 7  | Montenegro (bandiera)           | A     | Viktor Đukanović               |
| 9  | Bosnia ed Erzegovina (bandiera) | C     | Adi Nalić                      |
| 11 | Gambia (bandiera)               | A     | Bubacarr Trawally              |
| 13 | Danimarca (bandiera)            | D     | Mads Fenger                    |
| 14 | Svezia (bandiera)               | C     | Dennis Collander               |
| 15 | Svezia (bandiera)               | C     | Pavle Vagić                    |
| 17 | Norvegia (bandiera)             | A     | August Mikkelsen               |
| 18 | Kosovo (bandiera)               | C     | Loret Sadiku                   |
| 19 | Svezia (bandiera)               | A     | Jusef Erabi                    |
| 20 | Svezia (bandiera)               | C     | Nahir Besara (capitano)        |

| N. |                     | Ruolo | Calciatore         |
| -- | ------------------- | ----- | ------------------ |
| 21 | Svezia (bandiera)   | D     | Simon Strand       |
| 22 | Svezia (bandiera)   | C     | Joel Nilsson       |
| 23 | Islanda (bandiera)  | D     | Jón Guðni Fjóluson |
| 25 | Svezia (bandiera)   | P     | Davor Blažević     |
| 27 | Svezia (bandiera)   | P     | Sebastian Selin    |
| 30 | Suriname (bandiera) | D     | Shaquille Pinas    |
| 31 | Camerun (bandiera)  | A     | Saidou Alioum      |
| 32 | Ghana (bandiera)    | D     | Nathaniel Adjei    |
| 33 | Svezia (bandiera)   | C     | Fredrik Hammar     |
| 34 | Svezia (bandiera)   | C     | Alper Demirol      |
| 35 | Svezia (bandiera)   | D     | Ludvig Svanberg    |
| 36 | Svezia (bandiera)   | D     | Markus Karlsson    |
| 38 | Svezia (bandiera)   | A     | Montader Madjed    |
| 40 | Svezia (bandiera)   | A     | Abdelrahman Boudah |
| 45 | Svezia (bandiera)   | C     | Marcus Rafferty    |

## Risultati

### Allsvenskan

#### Girone di andata
| Arbitro: | Granit Maqedonci |

|                                           |           |             |
| Besara 22’ Đukanović 60’ Korač 61’ (aut.) | Marcatori | 28’ Gravius |

| Arbitro: | Mohammed Al-Hakim |

|                                   |           |           |
| Traoré 5’ Traoré 16’ Traoré 45+1’ | Marcatori | 56’ Tekie |

| Arbitro: | Glenn Nyberg |

|                           |           |  |
| Fesshaie 41’ Fesshaie 53’ | Marcatori |  |

| Arbitro: | Joakim Östling |

|                                    |           |  |
| Dahlström 39’ (aut.) Đukanović 48’ | Marcatori |  |

| Arbitro: | Mohammed Al-Hakim |

|                                                                |           |                         |
| Vecchia 15’ Kiese Thelin 36’ Kiese Thelin 43’ Kiese Thelin 59’ | Marcatori | 58’ Đukanović 73’ Nalić |

| Arbitro: | Kristoffer Karlsson |

|                     |           |  |
| Nyman 79’ Nyman 85’ | Marcatori |  |

| Stoccolma 9 maggio 2023, ore 19:00 7ª giornata | Hammarby         | 0 – 0 referto | Mjällby | Tele2 Arena (19 293 spett.)\| Arbitro: \| Granit Maqedonci \| |
| Arbitro:                                       | Granit Maqedonci |               |         |                                                               |

| Arbitro: | Mohammed Al-Hakim |

|                                                                    |           |                                                        |
| Besara 34’ (rig.) Adjei 45+4’ Löfgren 56’ (aut.) Besara 84’ (rig.) | Marcatori | 49’ (aut.) Kurtulus 63’ Radetinac 88’ (rig.) Danielson |

| Arbitro: | Fredrik Klitte |

|                 |           |            |
| Berg 87’ (rig.) | Marcatori | 44’ Sadiku |

| Arbitro: | Kaspar Sjöberg |

|                           |           |                         |
| Vukojevic 59’ Örqvist 65’ | Marcatori | 42’ Karlsson 71’ Madjed |

| Arbitro: | Mohammed Al-Hakim |

|  |           |                            |
|  | Marcatori | 53’ Engvall 79’ Lohikangas |

| Halmstad 4 giugno 2023, ore 15:00 11ª giornata | Halmstad    | 0 – 0 referto | Hammarby | Örjans Vall (8 519 spett.)\| Arbitro: \| Victor Wolf \| |
| Arbitro:                                       | Victor Wolf |               |          |                                                         |

| Arbitro: | Adam Ladebäck |

|                        |           |              |
| Besara 15’ Erabi 90+4’ | Marcatori | 73’ Fritzson |

| Arbitro: | Granit Maqedonci |

|                            |           |  |
| Guðjohnsen 13’ Larsson 86’ | Marcatori |  |

| Arbitro: | Fredrik Klitte |

|              |           |                      |
| Matthews 41’ | Marcatori | 37’ Erabi 74’ Hammar |

| Arbitro: | Victor Wolf |

|                                     |           |             |
| Erabi 11’ Đukanović 32’ Tekie 90+9’ | Marcatori | 76’ Shamoun |

#### Girone di ritorno
| Arbitro: | Glenn Nyberg |

|               |           |  |
| Ackermann 56’ | Marcatori |  |

| Arbitro: | Kristoffer Karlsson |

|                           |           |                |
| Nalić 56’ Đukanović 90+1’ | Marcatori | 82’ Traustason |

| Degerfors 18ª giornata | Degerfors | – Anticipata al 25 maggio | Hammarby | Stora Valla |

| Arbitro: | Granit Maqedonci |

|           |           |  |
| Nalić 36’ | Marcatori |  |

| Kalmar 20 agosto 2023, ore 17:30 20ª giornata | Kalmar       | 0 – 0 referto | Hammarby | Guldfågeln Arena (8 378 spett.)\| Arbitro: \| Glenn Nyberg \| |
| Arbitro:                                      | Glenn Nyberg |               |          |                                                               |

| Arbitro: | Kristoffer Karlsson |

|  |           |                                    |
|  | Marcatori | 47’ Erabi 55’ Besara 86’ Đukanović |

| Arbitro: | Adam Ladebäck |

|                                                    |           |                         |
| Erabi 28’ Besara 58’ Đukanović 65’ Đukanović 90+1’ | Marcatori | 24’ Faraj 77’ Thychosen |

| Arbitro: | Mohammed Al-Hakim |

|               |           |                                    |
| Đukanović 83’ | Marcatori | 19’ Berg 40’ Vecchia 74’ Rosengren |

| Arbitro: | Granit Maqedonci |

|  |           |           |
|  | Marcatori | 80’ Erabi |

| Arbitro: | Fredrik Klitte |

|           |           |                      |
| Erabi 53’ | Marcatori | 90+2’ (rig.) Muçolli |

| Arbitro: | Glenn Nyberg |

|                             |           |                          |
| Nalić 44’ Besara 61’ (rig.) | Marcatori | 69’ Chilufya 90+5’ Sonko |

| Stoccolma 22 ottobre 2023, ore 15:00 27ª giornata | Djurgården        | 0 – 0 referto | Hammarby | Tele2 Arena (24 564 spett.)\| Arbitro: \| Mohammed Al-Hakim \| |
| Arbitro:                                          | Mohammed Al-Hakim |               |          |                                                                |

| Arbitro: | Granit Maqedonci |

|                          |           |                                |
| Besara 40’ Đukanović 60’ | Marcatori | 90+2’ Alsanati 90+5’ Castegren |

| Värnamo 4 novembre 2023, ore 15:00 29ª giornata | IFK Värnamo  | 0 – 0 referto | Hammarby | Finnvedsvallen (3 924 spett.)\| Arbitro: \| Glenn Nyberg \| |
| Arbitro:                                        | Glenn Nyberg |               |          |                                                             |

| Arbitro: | Kristoffer Karlsson |

|                          |           |                             |
| Besara 43’ Đukanović 65’ | Marcatori | 10’ V. Granath 69’ Mohammed |

### Svenska Cupen 2022-2023

#### Gruppo 3
| Arbitro: | Mohammed Al-Hakim |

|                                              |           |               |
| Besara 34’ Besara 85’ Erabi 89’ Madjed 90+1’ | Marcatori | 90+4’ Sjöberg |

| Arbitro: | Fredrik Klitte |

|  |           |                                  |
|  | Marcatori | 6’ Erabi 58’ Đukanović 69’ Erabi |

| Arbitro: | Victor Wolf |

|                                                                                             |           |  |
| Tekie 8’ Nilsson 11’ Pinas 14’ Madjed 25’ Madjed 38’ Madjed 47’ Besara 59’ Saidi 65’ (rig.) | Marcatori |  |

#### Fase finale
| Arbitro: | Mohammed Al-Hakim |

|                        |           |                |
| Kurtulus 21’ Erabi 47’ | Marcatori | 45+1’ Guidetti |

| Arbitro: | Andreas Ekberg |

|                  |           |  |
| A. Johansson 38’ | Marcatori |  |

### Svenska Cupen 2023-2024
| Arbitro: | Edvin Sundkvist |

|  |           |                            |
|  | Marcatori | 32’ Đukanović 63’ Rafferty |

### UEFA Europa Conference League 2023-2024

#### Qualificazioni
| Arbitro: | John Brooks |

|            |           |  |
| Steijn 53’ | Marcatori |  |

| Arbitro: | Manfredas Lukjančukas |

|           |           |             |
| Erabi 38’ | Marcatori | 115’ Steijn |